# Malaconothrus variosetosus
Malaconothrus variosetosus är en kvalsterart som beskrevs av Hammer 1971. Malaconothrus variosetosus ingår i släktet Malaconothrus och familjen Malaconothridae. Inga underarter finns listade i Catalogue of Life.